# Meine fremde Freundin
Meine fremde Freundin ist ein deutsches Filmdrama von Stefan Krohmer aus dem Jahr 2017, das im Auftrag für Das Erste produziert wurde. Die Erstausstrahlung erfolgte am 8. November 2017 als Mittwochsfilm im Ersten im Rahmen des Themenabends Sexuelle Nötigung, Lügen und Vorurteile in der ARD.

## Handlung
Judith Lorenz tritt ihren Dienst im hannoverschen Gesundheitsamt an und freundet sich recht schnell mit ihrer neuen Kollegin Andrea Bredow an. Ihr Kollege Volker Lehmann macht ihr gegenüber ständig zweideutige Bemerkungen und sexuelle Anspielungen. Eine seiner früheren Kolleginnen hatte wegen dieses Verhaltens zuvor ihre Stelle im Amt gekündigt. Als Lorenz allein im Aktenraum etwas einsortiert, kommt Lehmann dazu, kritisiert ihre Arbeit und baut sich dabei sehr dicht vor ihr auf. Später erzählt sie ihrer Kollegin, Lehmann habe sie vergewaltigt. Bredow ermutigt sie, ihrer Chefin, Frau Dr. Gonzor, davon zu berichten und bei der Polizei Anzeige zu erstatten. Volker Lehmann wird daraufhin bis zu einer gerichtlichen Klärung suspendiert. Nachdem er versucht hat, sich gewaltsam Zutritt zu Lorenz’ Wohnung zu verschaffen, kommt er in Haft.
Judith Lorenz widerspricht sich in ihren Erzählungen zu diesem und anderen Ereignissen, und ihrer Kollegin kommen erste Zweifel. Lehmann bestreitet die Vorwürfe und wirkt in der Haft psychisch stark angegriffen. Er wird der Vergewaltigung schuldig gesprochen. Während er seine Gefängnisstrafe verbüßt, kommen Bredow aufgrund der widersprüchlichen Angaben zum Leben ihrer Freundin und ihres teilweise unverständlichen Verhaltens immer mehr Zweifel.
Als sie herausfindet, dass Lorenz die Beziehung zu einem Mann und viele andere Dinge nur erfunden hat, veranlasst Bredow ihren Ehemann, der Jurist ist, Lehmann zu vertreten und eine Neuaufnahme des Verfahrens zu erreichen. Im zweiten Verfahren wird Lehmann vom Vorwurf der Vergewaltigung freigesprochen. Nach seiner Freilassung erleidet er beim Radfahren einen Herzinfarkt und stirbt.

## Hintergrund
Meine fremde Freundin wurde unter dem Arbeitstitel Die Lüge ihres Lebens vom 14. Februar 2017 bis zum 15. März 2017 in und um Hannover gedreht. Für den Film zeichnete die Polyphon Film- und Fernsehgesellschaft mbH verantwortlich.
Der Film greift einige Elemente des Justizirrtums um Horst Arnold aus dem Jahre 2002 auf.

## Kritik
Heike Hupertz von der FAZ meint, der Film sei „eine sachliche, gleichwohl raffinierte Lektion über die Notwendigkeit, Fälle sexualisierter Gewalt, die sonnenklar auf der Hand zu liegen scheinen, genau zu prüfen.“ Vom Herrenwitz zur körperlichen Erniedrigung führe kein direkter Weg.
Heike Kunert ist der Ansicht, es gehe nicht in erster Linie darum, sexuelle Übergriffe zu thematisieren, sondern darum, das Psychogramm einer Frau mit histrionischer Persönlichkeitsstörung, also einer notorischen Lügnerin, zu zeichnen. Regisseur Krohmer führe „[g]änzlich unprätentiös […] die Ambivalenz menschlicher Charaktere vor Augen“
Christian Buß vom Spiegel weist darauf hin, dass die Auflösung von Rollenzuschreibungen, wenn dies auch ohne falschen Relativismus geschehe, so doch ein „Restrisiko“ berge, „in Zeiten, da männliche Interessengruppen die Glaubwürdigkeit von aufbegehrenden Frauen zu unterwandern“ versuchten. Der strukturelle Sexismus in der Arbeitswelt werde mit einem starken weiblichen Hauptcharakter nicht geleugnet, der nicht in das gängige Opfermuster passt.
Oliver Armknecht vergab auf film-rezensionen.de fünf von zehn Punkten. Das Thema sei wichtig, der Film verzettele sich aber in zu vielen Aspekten und werde so dem Ganzen nicht gerecht. Vor allem die Willkürlichkeit werde zu einem Ärgernis.